# 拉特羅普河
51°08′06″N 8°15′31″E / 51.135°N 8.25862°E

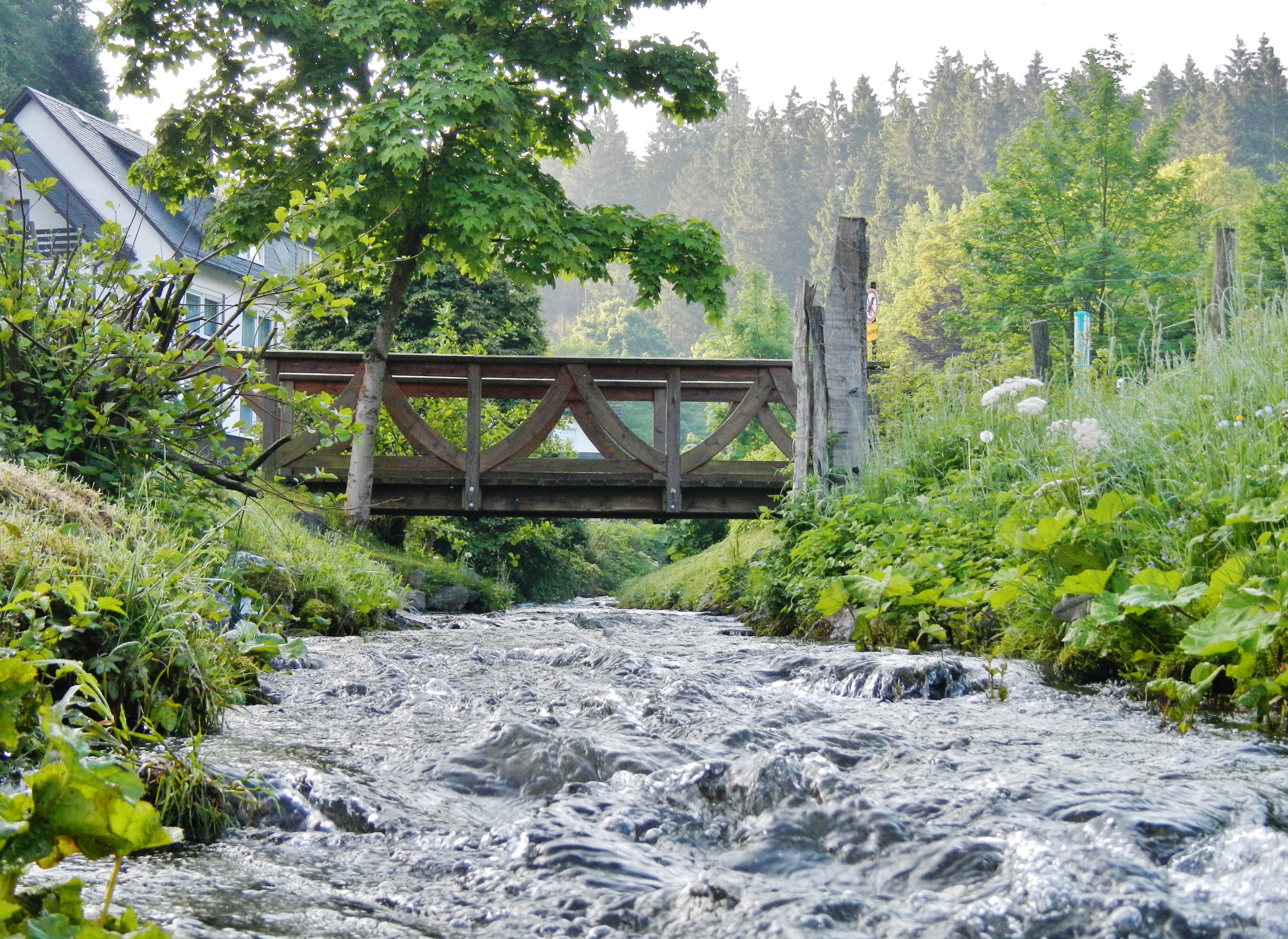

拉特羅普河（德語：Latrop），是德國的河流，位於該國西部，處於北萊茵-威斯特法倫州，屬於萊內河的左支流，河道全長11公里，流域面積30平方公里。